# Dagobert I.
Dagobert I. (603? – 19. ledna 639 Saint-Denis) byl franský král, syn Chlothara II. z dynastie Merovejců. Od roku 623 dílčí král v Austrasii. Kvůli stoupajícímu vlivu majordomů z rodu Karlovců byl posledním králem dynastie Merovejců se skutečnou mocí.

## Franským králem
Po otcově smrti v roce 629 se stal králem Franské říše. V témže roce přesídlil do románské Neustrie a zbavil austrasijské majordomy moci a úřadů. Úspěšně bojoval s Bretonci a Basky. V roce 632 ovládl území Toulouse a Septimánie po zemřelém bratru Charibertovi II. Bojoval spolu s Bavory a Langobardy proti Sámovi, zakladateli Sámovy říše, kterým byl v bitvě u Wogastisburgu roku 631 poražen. Porážku utrpěl také v Durynsku a Sasku. Za jeho vlády došlo k feudalizaci společnosti a rostl vliv majordomů, správců menších území v rámci Franské říše. Přistoupil na nové dělení říše mezi nezletilé syny a tím podlomil autoritu dynastie Merovejců. Byl zakladatelem kláštera v Saint-Denis, v němž je pohřben.

## Dagobert jako hrdina chansons de geste
V polovině 14. století se stala doba vlády krále Dagoberta inspirací pro pět velkých epických skladeb starofrancouzské hrdinské epiky, tzv. chansons de geste. Tyto eposy tvoří tzv. Pseudocyklus krále Dagoberta.